# Airdrie (Escòcia)
Airdrie (/ˈɛərdri/; Scottish Gaelic: An t-Àrd Ruigh) és una ciutat de North Lanarkshire, Escòcia. Es troba en un altiplà a uns 130 metres sobre el nivell del mar, i és d'aproximadament a 19 km a l'est del centre de Glasgow. Airdrie forma part d'una aglomeració amb el seu veí Coatbridge, a l'antic barri conegut com el Monklands. Al cens de 2012, la ciutat tenia 37.130 habitants. Chapelhall, Calderbank, Caldercruix, Gartness, Glenmavis, Greengairs, Longriggend, Moffat Mills, Plains, Stand, Upperton i Wattston es consideren generalment poblats satèl·lits de Airdrie.